# Вандейско въстание
Вандейското въстание или Вандейски метеж, срещащо се и като Вандейска война (на френски: Guerre de Vendée) е гражданска война между привържениците и противниците на френската революция. Въстанието продължава между 1793 и 1796 г. предимно във Вандея, и понякога се разглежда съвместно с движението на шуаните по десния бряг на Лоара под името „Войната на Запад“. Въстанието от 1793 година, започнало като жакерия, впоследствие прераства в контрареволюционен бунт.
Вълненията във Вандея започват с обявяването на 300-хиляден набор на войници за френската революционна армия, след като Конвентът приема декрет през февруари 1793. Вандея е с преобладаващо селско население, привързано към традиционните религиозни, морални и нравствени ценности. Въпреки патриотичните призиви някои французи се отклоняват съзнателно от военна повинност и дори саботират изпълнението на декрета. Районът се отличава с голямо влияние на църквата и след гилотинирането на краля свещениците настройват местното население срещу републиката:с. 136. На 4 март на бунт се вдига Шоле, следват Сен Флоран и Маркул, а към 13 март пламва цялата Вандея. Водени от своите свещеници, селяните от Вандея се въоръжават и въстават с призива „За бога и за краля!“. През май бунтовниците (наброяваши вече 30 000 души) превземат няколко града, а през юни – град Самюр, отваряйки си пътя към Париж. След това се обръщат на запад и превземат Анжер на 18 юни и в края на юни обсаждат Нант.
Тяхната армия е подпомогната и от роялисти-благородници и вече се нарича Католическа кралска армия (на френски: Armées catholique et royale). Обсадата на Нант се проточва и това дава възможност на Конвента да изпрати подкрепления с опитни командири. В опит за потушаване на контрареволюцията на 6 април 1793 г. е създаден Комитет за обществено спасение, който се превръща във фактическо правителство и изиграва основна роля в налагането на якобинска диктатура с въстанието през юни 1793.
Следват два месеца на променливи успехи. Към есента силите на Конвента се съвземат и през октомври основната вандейска армия от около 65 000 души търпи поражение при Шоле и е принудена да бяга през Лоара. Остават само няколко хиляди души, които продължават съпротивата. Друго голямо поражение вандейците претърпяват при Льо Ман (12 декември). В тази кървава битка и в последвалите репресии загиват около 15 000 бунтовници.
В настъпилото царство на терора официалните комисари на Конвента се разправят жестоко с бунтовниците и затова се налага да се измислят методи за масово унищожение на хора. В Нант членът на Конвента Жан-Батист Кариер е отговорен за смъртта на около 10 000 вандейски бунтовници, удавени в баржи в Лоара.
Въстанието завършва с победа на републиканците през юни 1796, но с около 200 000 жертви от двете страни и нанася големи разрушения.